# Stagno di Pilo, Casaraccio e Saline di Stintino
Stagno di Pilo, Casaraccio e Saline di Stintino este o arie protejată (arie de protecție specială avifaunistică — SPA) din Italia întinsă pe o suprafață de 1.287 ha, din care 27 % marine.

## Localizare
Centrul sitului Stagno di Pilo, Casaraccio e Saline di Stintino este situat la coordonatele 40°53′20″N 8°14′55″E / 40.888772°N 8.24852°E.

## Înființare
Situl Stagno di Pilo, Casaraccio e Saline di Stintino a fost declarat arie de protecție specială avifaunistică în iulie 2009 pentru a proteja 47 de specii de animale.

## Biodiversitate
Situată în ecoregiunea mediteraneană, aria protejată conține 13 habitate naturale: Salicornia și alte specii anuale care populează regiunile mlăștinoase și nisipoase, Pășuni mediteraneene udate de apa mării (Juncetalia maritimi), Straturi cu Posidonia (Posidonion oceanicae), Tufărișuri halofile mediteraneene și termo-atlantice (Sarcocornetea fruticosi), Lagune de coastă, Dune cu vegetație ierboasă Malcolmietalia, Dune mobile cu vegetație embrionară, Bancuri de nisip acoperite în permanență slab de apă marină, Stepe sărăturate mediteraneene (Limonietalia), Dune de coastă cu Juniperus spp., Dune de pe litoral fixate cu Crucianellion maritimae, Vegetație anuală la limita mareei, Dune mobile de-a lungul țărmului cu Ammophila arenaria („dune albe”).
La baza desemnării sitului se află mai multe specii protejate:
- păsări (43): pescăruș albastru (Alcedo atthis), Alectoris barbara, fâsă-de-câmp (Anthus campestris), egretă mare (Ardea alba), stârc roșu (Ardea purpurea), stârc galben (Ardeola ralloides), rață roșie (Aythya nyroca), buhai de baltă (Botaurus stellaris), pasărea ogorului (Burhinus oedicnemus), ciocârlie-cu-degete-scurte (Calandrella brachydactyla), bătăuș (Calidris pugnax), Calonectris diomedea, caprimulg (Caprimulgus europaeus), prundăraș de sărătură (Charadrius alexandrinus), erete de stuf (Circus aeruginosus), erete vânăt (Circus cyaneus), erete cenușiu (Circus pygargus), egretă mică (Egretta garzetta), șoim călător (Falco peregrinus), piciorong (Himantopus himantopus), stârc pitic (Ixobrychus minutus), sfrâncioc roșiatic (Lanius collurio), Larus audouinii, Larus genei, ciocârlie de pădure (Lullula arborea), ciocârlie de bărăgan (Melanocorypha calandra), gaia neagră (Milvus migrans), stârc de noapte (Nycticorax nycticorax), vultur pescar (Pandion haliaetus), viespar (Pernis apivorus), Phalacrocorax aristotelis desmarestii, Phoenicopterus ruber, lopătar (Platalea leucorodia), Porphyrio porphyrio porphyrio, Puffinus yelkouan, ciocântors (Recurvirostra avosetta), chiră de baltă (Sterna hirundo), chiră mică (Sternula albifrons), Sylvia sarda, silvie de tufiș (Sylvia undata), spârcaci (Tetrax tetrax), chiră de mare (Thalasseus sandvicensis), fluierar de mlaștină (Tringa glareola)
- reptile (4): țestoasa de baltă (Emys orbicularis), Euleptes europaea, Testudo graeca, țestoasă bănățeană (Testudo hermanni)

Pe lângă speciile protejate, pe teritoriul sitului au mai fost identificate 11 specii de plante, 105 specii de păsări, 2 specii de amfibieni.